# فرودگاه بین‌المللی چرکاسی
فرودگاه بین‌المللی چرکاسی (به انگلیسی: Cherkasy International Airport) یک فرودگاه همگانی با کد یاتا CKC است که یک باند فرود آسفالت بتن دارد و طول باند آن ۲۴۹۳ متر است. این فرودگاه در شهر چرکاسی کشور اوکراین قرار دارد و در ارتفاع ۱۱۴ متری از سطح دریا واقع شده‌است.